# Plecophthalma
Plecophthalma is een geslacht van kevers uit de familie bladkevers (Chrysomelidae).
De wetenschappelijke naam van het geslacht werd in 1997 gepubliceerd door Medvedev & Regalin.

## Soorten
- Plecophthalma discolor Medvedev & Regalin, 1997
- Plecophthalma pubescens Medvedev & Regalin, 1997